# ویکتور سافرونوف
ویکتور سافرونوف (روسی: Виктор Серге́евич Сафронов؛ ۱۱ اکتبر ۱۹۱۷ – ۱۸ سپتامبر ۱۹۹۹) یک ستاره‌شناس اهل اتحاد جماهیر سوسیالیستی شوروی بود.
او مدل سحابی کم‌چگالی تشکیل سیارات را ارائه کرد که مدلی است از چگونگی شکل‌گیری سیاره‌ها از یک دیسک گاز و غبار در پیرامون خورشید.
نظریه خرده‌سیاره او مقبولیت عام یافته است. سیارک ۳۶۱۵ به نام او نامیده شده‌است.